# خوسيه كروز (لاعب كرة قاعدة)
خوسيه كروز (بالإسبانية: José Cruz)‏ هو لاعب كرة قاعدة إسباني، ولد في 4 سبتمبر 1984 في سانتو دومينغو في جمهورية الدومينيكان.

## وصلات خارجية
- خوسيه كروز على موقعبيزبول رفرنس.كوم (الدوري الثانوي) (الإنجليزية)